# Gotha Go 242
|}
Gotha Go 242 je bilo nemško vojaško jadralno letalo iz 2. svetovne vojne. Zasnovan je kot bolj sposobna verzija DFS 230. 

Go 242 je zasnoval Albert Kalkert po zahtevi ministrstva RLM za 20 člansko tovorno jadralno letalo. Go 242 je visokokrilne konfiguracije. Grajen iz jeklenih cevi pokritih s tkanino. Na zadnjem delu so školjkasta vrata. Tovorna verzija je imela rampo, ki je omogočala natovarjanje vozil kot npr. Kübelwagen. 

Vlečna letala so bila Heinkel He 111 ali Junkers Ju 52.

Testirali so tudi verzijo z raketnimi motorji za pomoč pri vzletu težko naloženega letala.

Zgradili so 1528 letal, 133 od njih so predelali v Go 244. Go 244 je imela dva 700 konjska motorja Gnome-Rhone.

## Različice
- Go 242 A-1 - prva tovorna verzija
- Go 242 A-2 - prva verzija za vojake
- Go 242 B-1 - tovorna verzija
- Go 242 B-2 - B-1 z izboljšanim pristajalnim podvozjem
- Go 242 B-3 - verzija za vojake z dvojnimi zadnjimi vrati
- Go 242 B-4 - verzija za vojake z vrati od B-3 in pristajalnim podvozjem B-2
- Go 242 B-5 - trenažerna verzija s podvojenimi kontrolami
- Go 242 C-1 - mornarska verzija za pristajanje na vodi

## Tehnične specifikacije (Go 242B-3)
Podatki iz 
Splošne karakteristike
- Posadka: 1 ali 2 pilota
- Število sedežev: Do 23 vojakov
- Dolžina: 15,81 m (51 ft 10 in)
- Razpon kril: 24,50  m (80 ft 5 in)
- Višina: 4,40 m (14 ft 5 in)
- Površina kril: 64,4 m² (693 ft²)
- Teža praznega letala: 3200 kg (7055 lb)
- Maks. vzletna teža: 7100 kg (15653 lb)

 Zmogljivost 
- Maks. hitrost: 300 km/h (186 mph, 162 vozlov)

Oborožitev

4 × 7.92 mm (.312 in) MG 15 strojnice